# براندان أوبراين (موسيقي)
براندان أوبراين (بالإنجليزية: Brendan O'Brien)‏ هو موسيقي ومنتج أسطوانات وملحن أمريكي، ولد في 30 يونيو 1960 في أتلانتا في الولايات المتحدة.

## وصلات خارجية
- براندان أوبراين على موقع ميوزك برينز (الإنجليزية)
- براندان أوبراين على موقع أول ميوزيك (الإنجليزية)
- براندان أوبراين على موقع ديسكوغز (الإنجليزية)